# 布朗島
布朗島（英語：Brown Island）是南極洲的島嶼，位於威廉群島，處於星期三島西南面4公里的沃沃曼斯群島東南部，由英國探險隊繪入地圖，現時由南極條約體系管理。